# Nestu Laiviera
Ernesto „Nestu“ Laiviera (* 1908; † 1984) war ein maltesischer Politiker der Partit Laburista (PL) und Sprecher des Repräsentantenhauses (Speaker of the House).

## Biografie
Laiviera begann seine politische Laufbahn bei der Wahl 1947, bei der er als Kandidat der Partit Laburista zum Abgeordneten des Parlaments gewählt wurde, wo er die Interessen des Wahlkreises 2 vertrat. Bei den Wahlen 1950, 1951, 1953, 1955, 1962, 1966 und 1971 wurde er jeweils als Abgeordneter wieder gewählt.
Von Dezember 1955 bis April 1958 war er erstmals Sprecher des Parlaments während der Zeit der Selbstverwaltung im Vereinigten Königreich.
Im September 1976 wurde er als Nachfolger von Emmanuel Attard Bezzina zum Sprecher des Repräsentantenhauses (Speaker of the House) gewählt. Im Januar 1978 folgte ihm Kalcidon Agius als Speaker of the House.
Ihm zu Ehren wurde die Triq Nestu Laiviera (N. Laiviera Street) in Vittoriosa (Birgu) benannt.